# Glück Frigyes

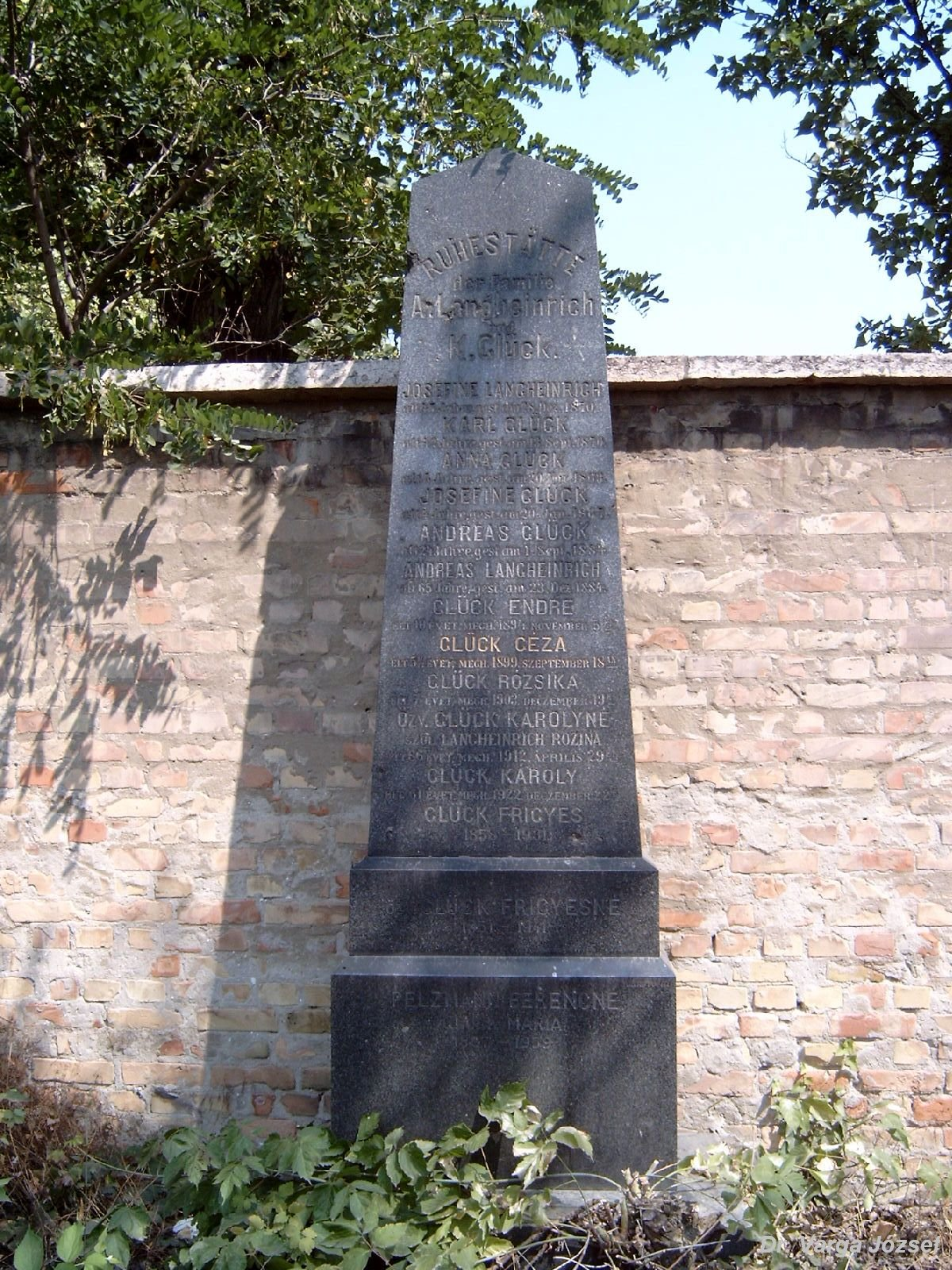
Nyughelye a Fiumei úti sírkertben (Bal oldal falsírboltok, B-174).

Glück Frigyes (Pest, 1858. január 11. – Budapest, Józsefváros, 1931. május 15.) szállodaiparos, várospolitikus, műgyűjtő, mecénás.

## Munkássága
Glück Károly és Langheinrich Rozina gyermekeként született. Az 1890-es években a Rákóczi út 5. szám alatti Griff Fogadót átalakítva, Pannónia Szállóként nyitotta meg újra. A fogadó 1868 óta volt a családja birtokában. Glück alapította az első pesti pincériskolát és a szállodás ipartestület elnöke is volt. Vezető szerepet játszott több józsefvárosi jótékonysági egyesületben. 1886-tól több mint harminc évig törvényhatósági bizottsági tag volt.
1902-ben kezdeményezte, hogy tartsák Budapesten a szállodások nemzetközi kongresszusát, amit jó alkalomnak vélt a város turizmusának fellendítése érdekében. Ezen a kongresszuson javasolta a János-hegyi kilátó építését, ami 1910-ben készült el. 1904-től 1910-ig a Svábhegyi Egyesület elnöke volt. 1929-ben az ő kezdeményezésére épült meg a Látó-hegyen az Árpád-kilátó, amelyet érint az ő nevét viselő sétaút.
Felesége Helfenstein Amália (1851–1941) volt.

## Művei
- Glück Frigyes–Stadler Károly: Az ínyesmesterség könyve; Franklin Ny., Budapest, 1889
- Glück Frigyes–Somogyi Ede: Gyakorlati franczia nyelvtan; Singer-Wolfner, Budapest, 1897
- Glück Frigyes–Somogyi Ede: Praktisches Lehrbuch der ungarischen Sprache; Singer-Wolfner, Budapest, 1897 (Gyakorlati nyelvtanok a pinczér-tanoncz szakirányú iskolák számára)